# Akita (razza canina)
L'akita (秋田犬? [akʲita.inɯ] akita-inu o akita-ken) è una razza giapponese di cani da lavoro utilizzati sia per la guardia sia per la caccia. Viene ufficialmente chiamato semplicemente akita, in quanto "inu" e "ken" (犬?) significano "cane" in giapponese.

## Storia
Gli antenati degli odierni akita erano cani nativi giapponesi di taglia media conosciuti con diversi nomi tra cui kurae-inu, odate-inu e soprattutto matagi-inu. Erano originari della regione più settentrionale dell'isola di Honshu, la prefettura di Akita, da cui deriva l'attuale nome della razza. Addestrati alla caccia, le loro prede erano il cinghiale, il cervo sika e l'orso tibetano. Furono utilizzati anche per la difesa della proprietà e fin dal 1603 come cani da combattimento.
Dapprima furono i cani dei cacciatori che abitavano sulle montagne e nelle campagne, poi dei samurai che accompagnarono in battaglia e successivamente dello shōgun e dei membri dell'aristocrazia giapponese, che riservarono loro appartamenti dotati di ogni comfort.
A partire dal 1868, per soddisfare la richiesta sempre maggiore di cani da combattimento, gli akita originari furono incrociati con razze più grandi provenienti da Asia ed Europa tra cui mastiff e tosa. Di conseguenza la stazza di questa razza aumentò, ma andarono perse molte delle caratteristiche dei cani di tipo spitz.
Nel 1908 la lotta fra cani fu proibita e fu allora che la razza cominciò a essere preservata e migliorata. Il sindaco della città di Ōdate, nella prefettura di Akita, fondò nel 1927 la società che di lì a pochi anni sarebbe diventata l'Akita Inu Hozonkai (AKIHO), un'organizzazione nata con il fine di conservare la purezza della razza attraverso un'attenta selezione.
L'akita, riconosciuto ufficialmente come razza, diventò il cane più rappresentativo del Giappone e nel 1931 fu dichiarato monumento naturale.
Durante la seconda guerra mondiale si utilizzò la pelliccia dei cani per la produzione di abbigliamento ed equipaggiamento militare e la loro carne come cibo. In quel periodo il governo giapponese emanò un ordine di confisca e abbattimento da cui erano esclusi solo i pastori tedeschi, usati a scopo militare. Nel tentativo di preservare la razza, alcuni akita furono spediti nei villaggi dove vennero tenuti dagli agricoltori come cani da guardia e altri furono incrociati con pastori tedeschi per aggirare la legge. Quando la guerra terminò, il numero degli akita si era drasticamente ridotto.
Nel corso della prima manifestazione cinofila del dopoguerra vennero definite due linee di sangue: la linea pura (Ichinoseki) e la linea nata dagli incroci (Dewa). Diverse femmine appartenenti a quest'ultima linea furono vendute ai soldati americani e importate negli Stati Uniti, dove nacque l'akita americano. Questa razza aveva tratti estetici del pastore tedesco e del mastiff e non era riconosciuta come primitiva giapponese.
Gli allevatori più esperti si sforzarono di eliminare le caratteristiche derivate da ceppi stranieri incrociando gli akita più puri rimasti e ristabilendo gradualmente la razza originale, così come è conosciuta oggi.
Nel 1967, per celebrare il cinquantesimo anniversario della fondazione della società per la salvaguardia dell'akita, è stato costruito il primo museo che raccoglie manufatti, documenti e foto esclusivamente riguardanti questa razza. È tradizione in Giappone donare statue raffiguranti questi cani a neonati e infermi come augurio di buona salute e felicità.
Di razza akita era anche Hachikō, che divenne famoso in tutto il mondo per essere sempre stato devoto al padrone fino alla morte, diventando un simbolo di fedeltà nella propria nazione.

## Aspetto

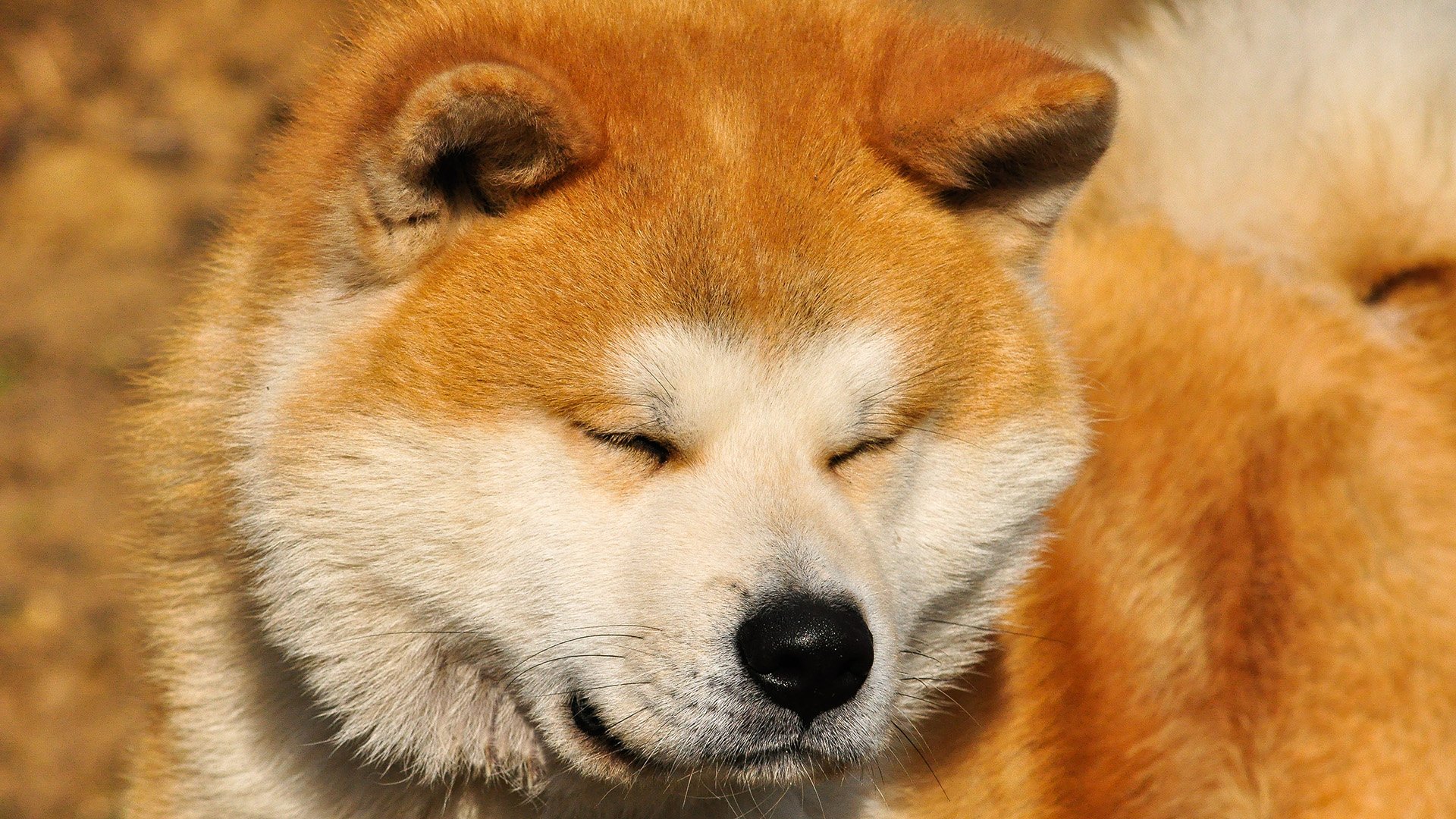
Particolare della testa di un akita rosso

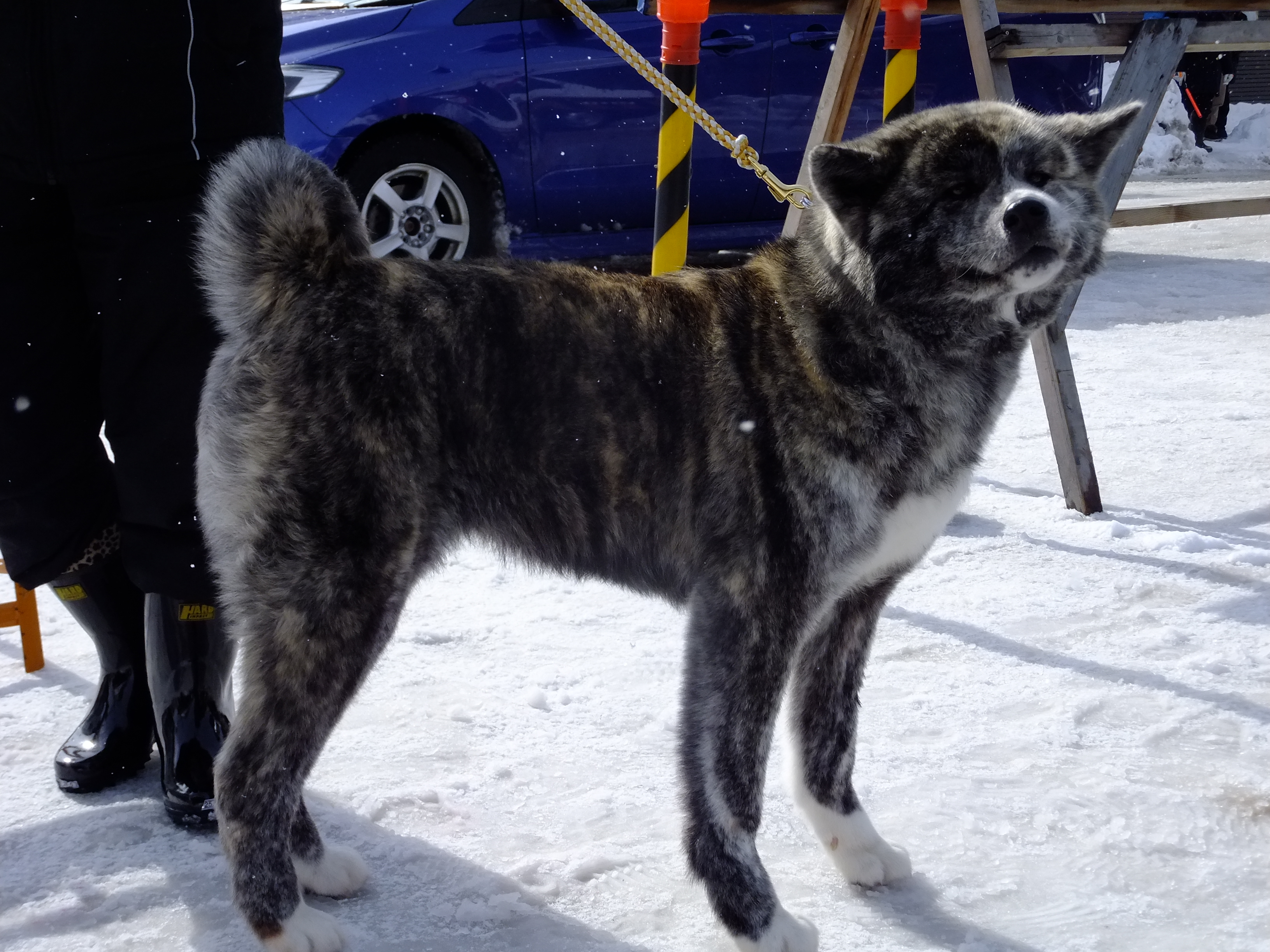
Un akita tigrato

L'akita è un cane massiccio, ben proporzionato, con ossatura robusta. Il suo aspetto è degno di stima e rispetto, coniuga nobiltà e dignità nel portamento a semplicità e dolcezza. Caratteristica della razza è una grande testa con fronte ampia e stop ben definito, le orecchie sono triangolari con la punta arrotondata, spesse, erette e portate inclinate in avanti. Gli occhi dell'akita sono piccoli, scuri, profondi e di forma triangolare con l'estremità esterna rivolta verso l'alto. La canna nasale, diritta e poco lunga, si assottiglia leggermente verso la punta. Il tartufo è grosso e nero. I forti denti sono celati da labbra scure e sottili. L'akita ha una pelliccia spessa e a doppio strato: un manto esterno più lungo e ruvido e un sotto-pelo folto e soffice. Porta la grossa coda arrotolata sul dorso in diverse posizioni, se abbassata raggiunge all'incirca l'articolazione del garretto. Le zampe sono potenti e muscolose, i piedi di aspetto felino, tondi e arcuati.
La differenza di stazza tra il maschio e la femmina è marcata. I maschi maturi misurano generalmente tra i 64 e i 70 cm al garrese e pesano 30-45 kg, mentre le femmine arrivano ai 58-64 cm e pesano tra i 20 e i 30 kg. Il corpo è leggermente più lungo nelle femmine che nei maschi. Il rapporto di riferimento fra l'altezza al garrese e la lunghezza, misurata a partire dalla spalla, è di 10 a 11.
Le colorazioni del mantello ammesse dallo standard di razza sono quattro: rosso, sesamo (pelo fulvo con punte nere), tigrato e bianco. Tutte devono essere caratterizzate dall'urajiro, ovvero del pelo biancastro sui lati del muso, sulle guance, sotto la mascella, sul collo, sul petto, sul ventre, sul lato inferiore della coda e nella parte interna degli arti.

### Pelo lungo
Un akita può nascere con due differenti tipologie di pelo: quello di lunghezza standard e il pelo lungo. Questa caratteristica deriva da un gene recessivo che si ritiene provenire da antichi incroci con il karafuto-ken (樺太?), ora estinto. Gli akita a pelo lungo hanno una pelliccia morbida e irsuta e solitamente un carattere più dolce e mansueto rispetto a quelli con il pelo standard. Sono dunque ottimi cani da compagnia.

## Carattere

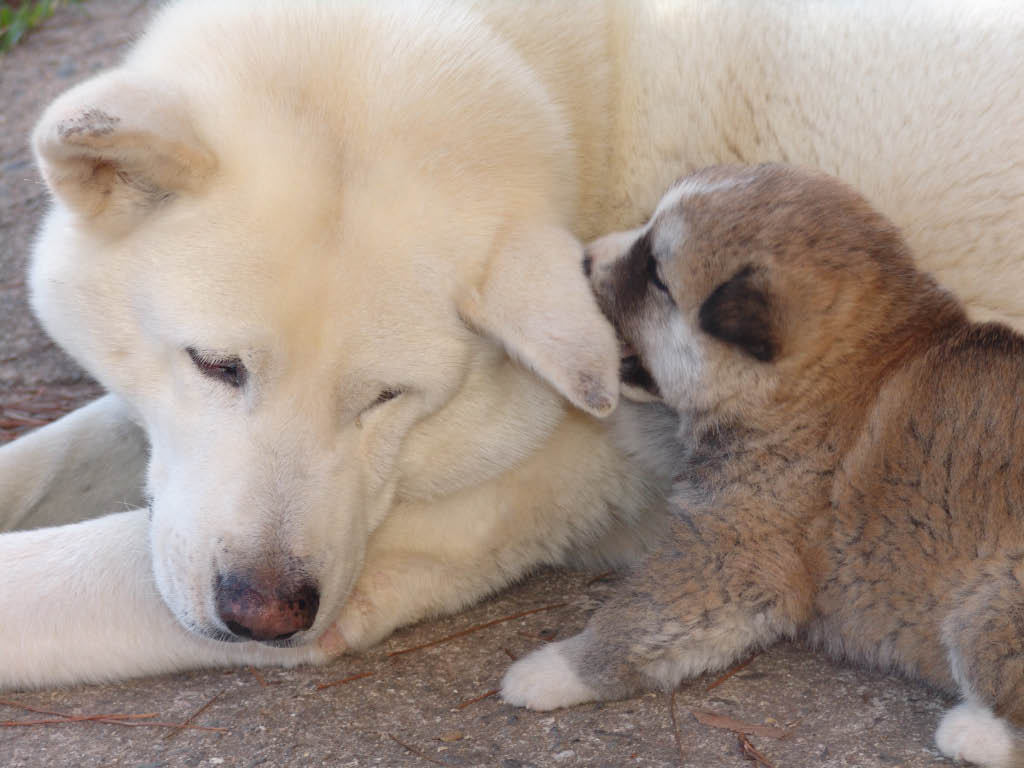
Una femmina di akita con il suo cucciolo

L'akita è un cane grande con un carattere forte. Ha bisogno di un rapporto costante con il padrone e la sua famiglia, a cui trasmette gioia e affetto. Ama giocare, però è un cane molto autonomo. Presenta una particolare socievolezza con i bambini, con cui si dimostra paziente e affidabile. Molto riservato con gli estranei ma mai inutilmente aggressivo, sa proteggere la propria famiglia nel caso si trovi ad affrontare una situazione di minaccia. È calmo e silenzioso, non abbaia mai senza una buona ragione. Spesso è paragonato a un felino, non è insolito infatti vedere un akita pulirsi il muso dopo aver mangiato o leccarsi il pelo e le zampe. È attento, elegante, fiero, leale, impavido e intelligente.
Solitamente tende ad assumere un ruolo socialmente dominante con gli altri cani, è quindi necessario prestare sempre attenzione nel momento in cui se ne incrocia uno, in particolare se dello stesso sesso. Normalmente è riservato e riflessivo, non reagisce alle piccole provocazioni, ma se stuzzicato sul serio risponde prontamente. Per queste ragioni un akita maturo, a meno che non sia altamente socializzato, non è adatto a entrare in un'area cani.
Avendo un carattere forte e istintivo, necessita di un padrone sicuro, tranquillo e coerente senza il quale può rivelarsi aggressivo con altri cani e animali. Richiede i suoi spazi ma si adatta a vivere anche in appartamento, a patto che gli si conceda il giusto tempo in passeggiata. Non si presta al jogging, data la sua scarsa resistenza, ma è dotato di un poderoso scatto sul breve. L'addestramento può essere impegnativo, perché l'akita è risoluto, testardo e si annoia facilmente. Con un po' di pazienza è possibile educarlo ricorrendo all'utilizzo di premi. Un cane appartenente a questa razza deve essere trattato con parità e rispetto, meglio evitare scherzi e dispetti che potrebbero compromettere l'instaurazione di un rapporto di fiducia reciproca.

## Salute

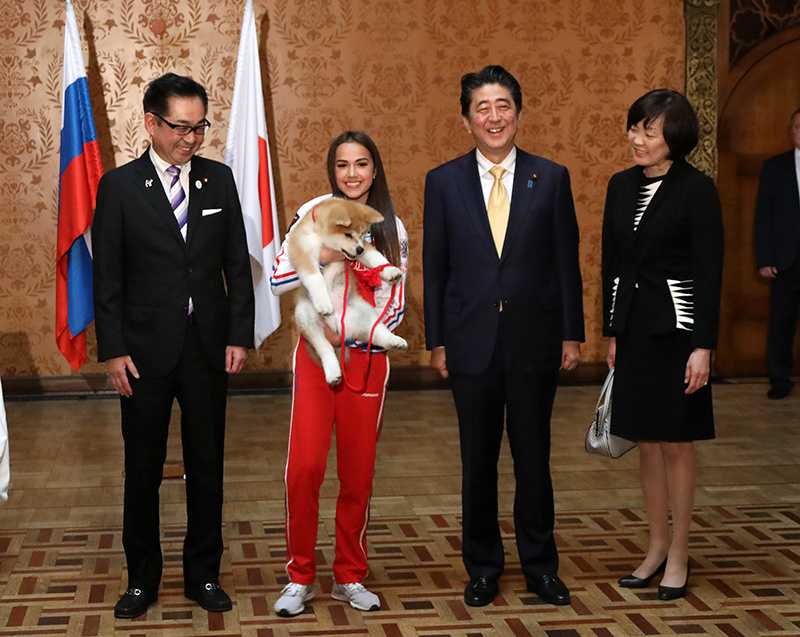
La campionessa olimpica russa Alina Zagitova, mentre riceve in regalo un esemplare di akita in una cerimonia presenziata dal primo ministro giapponese Shinzō Abe

L'aspettativa di vita di un akita è attorno ai 12 anni, simile a quella di altre razze della medesima taglia. Contrariamente a quanto si possa pensare, nonostante preferisca il fresco, è un cane che si adatta bene anche a una vita in città e a un clima non propriamente nordico.
Ci sono molte malattie autoimmuni che si possono riscontrare in un akita, le più frequenti sono la sindrome di Vogt-Koyanagi-Harada (nota anche come sindrome uveo-dermatologica) che colpisce la cute e gli occhi e l'adenite sebacea, un'infiammazione delle ghiandole sebacee. Un'altra problematica cui è soggetto l'akita è il pemfigo foliaceo, una malattia autoimmune della pelle che causa pustole e croste. Come altre razze nordiche l'akita è soggetto a malattie oculari ereditarie e no, che possono causare cecità e sofferenza al cane. Alcuni di questi disturbi sono riconoscibili precocemente, una diagnosi precisa è di fondamentale importanza per la prevenzione e la loro eradicazione. Una di queste è l'entropion, o rovesciamento all'interno del margine palpebrale.
Questa razza è predisposta anche alla displasia, una patologia congenita poli-fattoriale che consiste in una malformazione articolare localizzata nell'anca, tra femore e cavità acetabolare, o nel gomito. La conseguenza è una dolorosa osteoartrosi che si manifesta con una zoppia sempre più frequente e importante. Prima di acquistare un cucciolo ci si dovrebbe sempre accertare che i progenitori siano esenti da almeno tre generazioni.

### Toelettatura
Il pelo va spazzolato regolarmente in particolare nel periodo della muta, che ricorre generalmente due volte all'anno. È sufficiente lavarlo una volta ogni uno o due mesi con uno shampoo a pH neutro (5,9 - 6,9). Per scongiurare il rischio di infezioni si deve provvedere a una costante pulizia delle orecchie, utilizzando una garza sterile leggermente imbevuta in una soluzione idonea. Anche i denti vanno spazzolati con dentifrici specifici. Bisogna inoltre fare attenzione agli speroni, perché non essendo a contatto con il terreno non si possono consumare in modo autonomo e vanno accorciati periodicamente.

### Alimentazione
L'akita ha un fabbisogno giornaliero di 500-600 g di alimenti secchi e l'alimentazione deve essere il più possibile ricca e completa, affinché gli fornisca tutti i nutrienti di cui ha bisogno. È un cane soggetto a intolleranze alimentari, quindi è importante scegliere un mangime di ottima qualità, mono-proteico, preferibilmente a base di pesce o carne bianca, e che non sia troppo calorico.
Nei periodi di muta, per stimolare il ricambio del pelo, si consiglia di aggiungere alla razione giornaliera un cucchiaio di olio di fegato di merluzzo, ricco di omega-3.